# Dmitri Alexejewitsch Miljutin

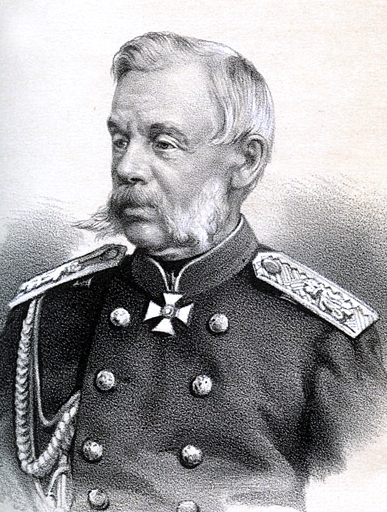
Dmitri Alexejewitsch Miljutin

Graf Dmitri Alexejewitsch Miljutin (russisch Дмитрий Алексеевич Милютин, wiss. Transliteration Dmitrij Alekseevič Miljutin; * 28. Junijul. / 10. Juli 1816greg. in Moskau; † 25. Januarjul. / 7. Februar 1912greg. in Jalta (Simejis)) war ein russischer Kriegsminister, Generalfeldmarschall und Militärschriftsteller.

## Militärkarriere
Er war ab 1833 Offizier und beteiligte sich ab 1839 unter den Generälen Grabbe und Barjatinski an den kaukasischen Feldzügen. Nach einer Verletzung nahm er 1845 eine Stelle als Dozent an der Kaiserlichen Kriegsakademie auf. 1847 wurde er zum Oberst befördert. 1848 wurde er vorübergehend ins Kriegsministerium kommandiert, wo er die Mängel des russischen Heerwesens kennenlernte. 1854 Beförderung zum Generalmajor. Im Dezember 1853 wurde er korrespondierendes Mitglied der Russischen Akademie der Wissenschaften in St. Petersburg, 1866 wurde er Ehrenmitglied der Akademie.
Fürst Barjatinski ernannte ihn 1856 zum Generalstabschef der Kaukasusarmee. Im Krimkrieg hatte sich die Rückständigkeit der russischen Armee gezeigt. Als Generalstabschef führte Miljutin in der Kaukasusarmee Militärreformen durch. Hierbei griff er auf Erfahrungen aus dem Krimkrieg sowie auf die Vorschläge des preußisch-russischen Generals von Rüdiger zurück. Nach seinem Plan wurde der Befehlsweg vereinfacht, indem man die Kommandeure vor Ort größere Kontrolle über die verfügbaren Mittel gewährte. Außerdem bekamen sie mehr Entscheidungsfreiheit und konnten sich ihre Meinung aufgrund der lokalen Verhältnisse selbst bilden. Diese Idee setzte eine allgemeine Offiziersbildung voraus.
Die Reform der Kaukasusarmee war ein voller Erfolg – im Kaukasuskrieg musste sich der Anführer der Tschetschenen Schamil den russischen Truppen unter Barjatinskis Kommando im Jahre 1859 geschlagen geben. Dieser Erfolg stärkte die Argumente, die russische Armee als Ganzes zu reformieren. Im September 1860 wurde Miljutin Generaladjutant und Stellvertreter des Kriegsministers und legte am 19. Februar 1861 dem Kaiser Alexander II. den Plan einer radikalen Reform der Armee vor.

## Kriegsminister

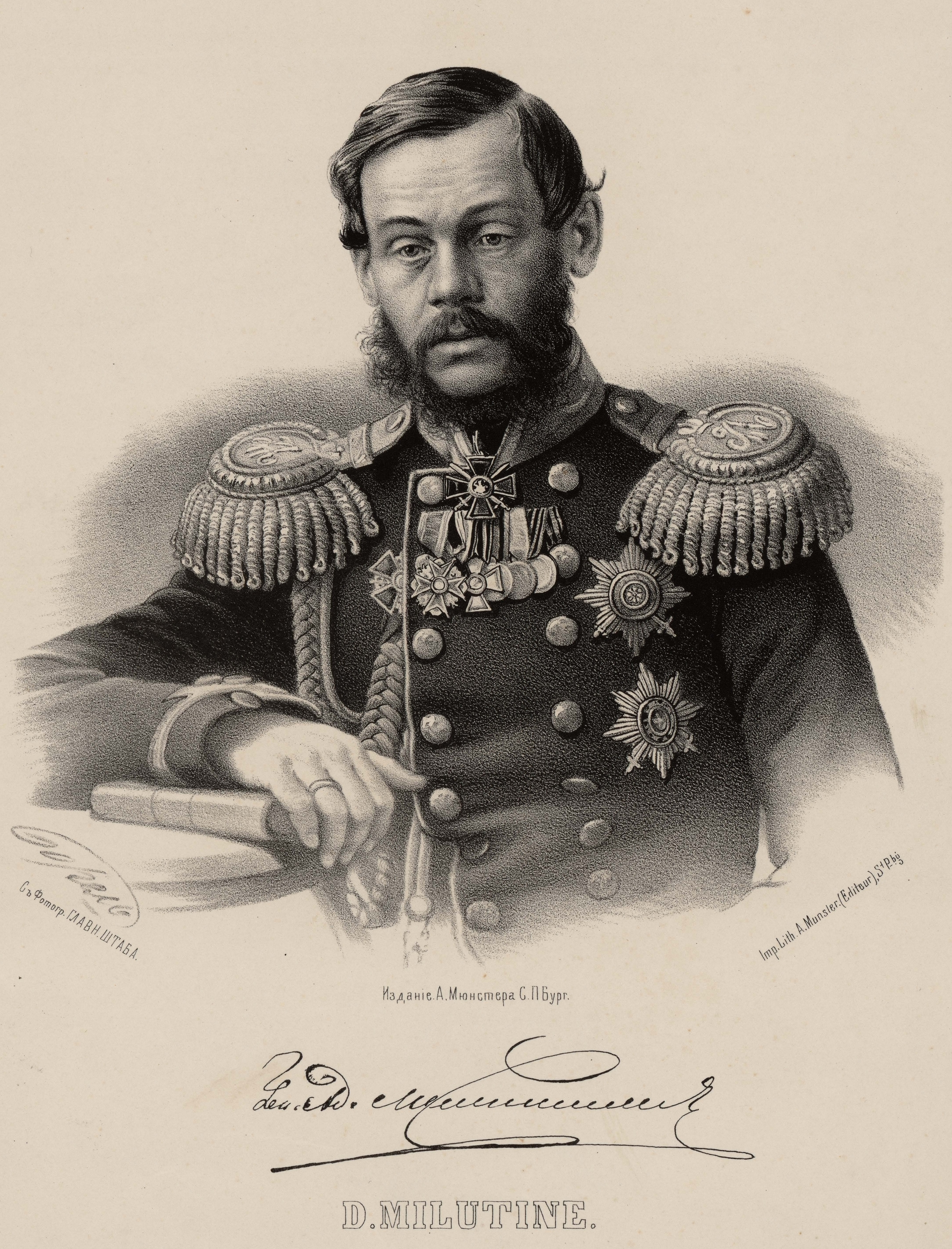
D. A. Muljutin im Jahre 1865

Der Kaiser Alexander II. ernannte ihn am 9. November 1861 zum Kriegsminister. Dies geschah auf Barjatinskis Empfehlung. Miljutins Kriegsministerium sah in der Erneuerung der Armee ein gesellschaftspolitisches Großprojekt, um Russlands Großmachtstatus zu erhalten.

### Militärreformen
Zwei Monate nach seiner Ernennung legte Miljutin am 15. Januar 1862 erneut einen umfassenden Reformplan vor, welchen er selbst durchführte. Der Reformplan verfolgte im Wesentlichen zwei Ziele: die Militärausgaben in Friedenszeiten zu senken und zugleich die Armeestärke in Kriegszeiten zu heben.
Sein Plan sah die Abschaffung des stehenden Berufsheers und die Einführung einer Wehrpflichtarmee vor. Die Wehrpflicht führte er im Jahre 1874 ein. Dazu wurden im ganzen Land Militärbezirke gebildet. Das Einberufungsalter wurde auf 20 Jahre festgesetzt. Den zumeist bäuerlichen Rekruten wurde das Nachholen der Schulbildung auf Grundschulniveau ermöglicht.
Die Reorganisation zeigte zwar im Türkenkrieg 1877–1878 manche Mängel, besonders im Verpflegungswesen; die Verstärkung und Ergänzung des Heeres ging aber leicht und schnell vonstatten. In Anerkennung seiner Verdienste wurde Miljutin im September 1878 in den Grafenstand erhoben.

### Außenpolitik
Miljutins Gefolgsleute betrachteten den polnischen Januaraufstand von 1863 als Beweis für Schwächen in der Reichsverteidigung. Diese Schwächen müsste man offensiver und ohne Rücksicht auf außenpolitische Vorbehalte begegnen, so ihr Kalkül. Sie dachten in größeren, strategisch bedeutsamen Zusammenhängen und tangierten damit zwangsläufig Kompetenzen anderer Ressorts.
Ein Vertrauter Miljutins war der Direktor der Kanzlei im Kriegsministerium Konstantin Petrowitsch von Kaufmann. Im Jahre 1867 wurde Kaufmann zusätzlich Kommandeur im neu geschaffenen Militärbezirk Turkestan, wo er eine zielstrebige Expansionspolitik gegen benachbarte Emirate und Khanate betrieb. Darüber hinaus konnte der Kriegsminister den Kaiser davon überzeugen, einem weiteren Vertrauten, Alexander Bezak, auf einen exponierten Posten in den außenpolitisch bedeutsamen Zonen zu berufen. Auf diese Weise versuchte Miljutin, in den außenpolitischen Fragen an Einfluss zu gewinnen.
In den deutschen Einigungskriegen verhielt sich Russland und dessen Armee unter seiner Führung neutral. Während des Deutsch-Französischen Krieges 1870/71 war die russische Armee für den Einmarsch nach Galizien bereit, wenn Österreich-Ungarn dem französischen Kaiser Napoleon III. zu Hilfe eilt, indem es den Norddeutschen Bund angreift. Napoleon III. war wegen der Belagerung von Sewastopol im Krimkrieg und seiner Unterstützung des polnischen Januaraufstandes in Russland in Verruf geraten. Während der Schlacht von Sedan wurde er 1870 als Kaiser von Frankreich abgesetzt, was in Russland mit Erleichterung zur Kenntnis genommen wurde.
Im November 1878 sind die in Britisch-Indien stationierten britischen Truppen im Emirat Afghanistan einmarschiert. Es begann der 2. Anglo-Afghanische Krieg. Bereits zuvor verlangte Miljutin vom Außenminister Fürst Gortschakow ein Ausgreifen nach Zentralasien, welches den Druck der europäischen Mächte auf Russlands westliche Peripherie mäßigen sollte. Miljutin sah die Zusammenarbeit zwischen Gortschakow und dem britischen Premier Benjamin Disraeli kritisch und betrachtete Afghanistan als Pufferzone zwischen dem Russischen Kaiserreich und Britisch-Indien.
Miljutin verhandelte für Russland beim Disput mit China um die Region Ili. Im Gegensatz zu Alexander II. betrachtete er diese Region als Bestandteil des Russischen Kaiserreichs und wollte sie unbedingt verteidigen. Diese Verhandlungen führten am 2. Oktober 1879 zum Vertrag von Livadia. Allerdings weigerte sich Peking, diesen Vertrag zu ratifizieren. Stattdessen drohte China mit Krieg. Im Vertrag von St. Petersburg 1881 musste Miljutin eine Niederlage hinnehmen, da ein großer Teil Ilis zu China abgetreten war. Nachdem Gortschakow auf Reisen gegangen war, übernahm Miljutin die vollständige Leitung der russischen Außenpolitik. In den deutsch-russischen Beziehungen gab es aufgrund der Krieg-in-Sicht-Krise und dem Berliner Kongress einen Tiefpunkt. Miljutin suchte den Ausgleich mit Deutschland und ebnete damit den Weg zum Dreikaiserbund, der im Jahre 1881 zwischen Russland, dem Deutschen Kaiserreich und Österreich-Ungarn gebildet wurde.

## Nach der Entlassung
Von Zar Alexander III. wurde er, weil er als gemäßigter Liberaler dessen streng absolutistische Maigesetze von 1881 nicht billigte, entlassen. 1898 wurde er zum Generalfeldmarschall ernannt.
Er verfasste eine große Anzahl militärwissenschaftlicher und kriegsgeschichtlicher Schriften, unter anderem eine Geschichte des Feldzugs Suworows im Jahr 1799. Sein jüngerer Bruder Nikolai wurde als maßgeblicher Autor der Reformgesetze von 1861, mit denen die Leibeigenschaft aufgehoben wurde, bekannt.
Das Fort Graf Miljutin vor Sankt Petersburg ist nach ihm benannt worden.